# Studienarbeit
Eine Studienarbeit (auch großer Beleg) ist eine wissenschaftliche Arbeit, die Studenten an Hochschulen im Rahmen ihres Studiums abfassen müssen.
Studienarbeiten dienen unter anderem der Vorbereitung auf Diplomarbeiten oder Magisterarbeiten und sind oft zugleich eine Zulassungsvoraussetzung für diese. Bisweilen werden in Studienarbeiten auch theoretische Grundlagen erörtert und erarbeitet, die später der Diplomarbeit zugrunde liegen.
Bei Dissertationen ist es üblich, einzelne Themengebiete der Doktorarbeit – beispielsweise aufgrund des großen Umfangs der Dissertation – als Studienarbeiten zu vergeben und diese dann mit in die Doktorarbeit einfließen zu lassen oder zu erwähnen.
Im Rahmen des Bologna-Prozesses wurden die Studienarbeiten weitestgehend durch die Bachelorarbeiten ersetzt. Auch in Sachen Umfang und Zeitaufwand (6–12 ECTS, drei bis vier Monate Arbeitsaufwand) sind beide Arbeiten vergleichbar.

## Beispiele
Studienarbeiten werden zum Beispiel an der Albert-Ludwigs-Universität Freiburg für den Studiengang Rechtswissenschaften gefordert.
Die Duale Hochschule Baden-Württemberg Stuttgart verlangt im 3. Studienjahr eine größere Studienarbeit, die mit einer Prüfungsleistung (Note) schließt und mit 10 ECTS-Punkten gewichtet wird. Der Arbeitsaufwand beträgt insgesamt 300 Stunden.
An der Technischen Universität Dresden werden trotz des Bologna-Prozesses die meisten Studiengänge weiterhin als Diplomstudiengänge angeboten. In den Prüfungsordnungen dieser Studiengänge ist eine Studienarbeit als Pflichtmodul vorgeschrieben. Beispielsweise umfasst der Arbeitsaufwand für die Studienarbeit im Studiengang Elektrotechnik 360 Stunden und es können 12 ECTS-Punkte mit ihr erworben werden.